# 北村浩史
北村 浩史（きたむら ひろし、1953年〈昭和28年〉8月9日 - ）は、日本の批評家、小説家、詩人、エッセイスト、ジャーナリスト。
小説家としての名は北村 洪史（きたむら ひろし）。
北海道士別市出身。道北日報社社長。

## 名義
本名は北村浩史であるが、小説家としての活動は北村洪史（きたむら ひろし）の名義で行っている。
「洪史」には「こうじ」と振り仮名が付けられていることが多い。1992年に北方文芸賞を受賞した「ファミリー」は、『北方文芸』掲載時は「洪史」の振り仮名は「ひろし」であったが、1993年に講談社が出版した単行本の奥付では「こうじ」と振り仮名がつけられているほか、新刊広告にも「こうじ」と読ませているものがある。『小説壹號』に「ライフレッスン」を発表した際にも著者名に「Koji Kitamura」と書かれ、「執筆者のプロフィール」でも「きたむら・こうじ」とされた。また北海道農業改良普及協会機関誌『農家の友』に小説を連載した際、1995年の「曼珠沙華」、1996年の「月の赤ん坊」では毎月、著者紹介欄で「こうじ」と紹介されていた。『北方文芸』の編集者が士別訪問を「北村洪史が創造した《コージランド》が実在するか確認したい」と表現したこともある。
北村自身の説明によれば、「洪史」は「ひろし」と読むのであるが、最初は誰もが「こうじ」と読み間違い、本人も訂正しない。本人ですら間違えて「こうじ」と振り仮名を付けることもあるのだという。
また1985年から1987年まで、物見遊太の名で道北日報に記事を書いていたこともある。北村は、1987年3月21日の記事「猫のゆりかご」を最後に物見遊太は姿を消した、と述べているが、1987年11月3日発行の『士別市民文芸』に物見遊太名義で発表している。

## 経歴

### 前歴
1953年（昭和28年）8月9日、文芸批評家・俳人北村順次郎とその後妻の末っ子として北海道士別町（現:士別市）にて誕生。この年は洪水が多く、「洪水の歴史の年」という意味を込めて「洪史」と名付けられる予定だったが、戸籍係の拒否にあって現在の本名を付けられる。
士別市立士別南中学校、北海道士別高等学校に進学した。この頃から文学に関心はあり、図書館でヘンリー・ミラーの作品を借りてきたところ、父が激怒したこともあったという。
大学は明治大学経営学部を卒業。在学中は授業も受けずに小説を読む生活で、当時はSFやハードボイルドを好んでいた。書店のアルバイトの際に見かけた短歌集に影響され、短歌集や短歌評論を読み、自分でも短歌を作るようになった。このころ作った短歌は、2008年に短歌集『散幻記』としてまとめられている。

### 作家へ
大学卒業後の1979年、士別市の新聞社「道北日報社」に入社した。父からは「夏休みがある」と暗に教職を勧められていたが、仕事をしながら観察力と文章力を養えるから、という理由で新聞記者を選んだ。記者として働きながら短歌や詩の創作にも取り組んだが続かず、1981年から小説を書き始め、地元の文芸誌『士別市民文芸』に56枚からなる本格的な小説「カップル・ペーパーズ」を発表した。このころから『士別市民文芸』を発行する士別市民文芸の会にも理事として関わるようになった。一時は文学活動を中断したこともあったものの、村上春樹の短編「ファミリー・アフェア」に触発され、創作を再開した。
1992年、小説「ファミリー」が三百号記念北方文芸賞に選ばれた。「ファミリー」は最終選考に残った6作品の中でA評価が一番多く、選考委員の全員一致で正賞に選ばれた。1993年には単行本として刊行され、発行した講談社は「大型新人登場！」の惹句で北村を宣伝した。「ファミリー」は1994年に道銀芸術文化奨励賞も受賞し、北村は「自らの文学を創造し得た」として高く評価された。『士別市民文芸』の活動家としては佐野良二が「ファミリー」の翌年、1993年に北海道新聞文学賞を受賞した。『北方文芸』編集人の川辺為三は受賞以前から北村、佐野の2人を「質が高い」とし、『士別市民文芸』を「市民文芸のレベルを超えている」と評していたが、両名とも受賞したことで『士別市民文芸』は道内三大市民文芸と呼ばれるようになった。

### 社長へ
1990年（平成2年）、記者として務めていた道北日報社の代表取締役に就任。社長就任後の1998年には、北村の発案で士別市長選開票速報を自社Webページ上に掲載、開票所に派遣した記者から電話連絡を受けて北村自身が速報ページに掲載する、という方式で、前年に開設したばかりの自社Webページの閲覧数は激増した。また士別出身の映画監督水戸ひねきが制作し、ゆうばり国際冒険・ファンタスティック映画祭'96でグランプリを受賞した映画『脳の休日』の上映会を士別で開いた。上映会の入場券は北村の想定以上の枚数が売れ、当時札幌在住だった水戸は、上映会の収入を元手に上京した。こうした活動は充実したものの、北村は会社経営に忙殺され、文学活動は低迷した。
一方北村が会長を務める士別市民文芸の会は1998年、『士別市民文芸』第21号を発行した。この時期『士別市民文芸』は書き手が不足し、継続が危ぶまれていた。そうした状況で発行された第21号には、有島青少年文芸賞で優秀賞を受賞した地元の中学生の作品を特別掲載し、若い感性の取り込みを試みたが、結局この号で休刊となった。休刊中も北村らは編集を続け、9年後の2007年に第22号を刊行した。

### 再開
文学活動の停滞していた北村を刺激したのは、村上春樹が2002年9月に出版した長編小説『海辺のカフカ』であった。2002年11月には過去の恋愛小説3作品をまとめた作品集『野菊』を刊行した。妹尾雄太郎は「野菊」を「不思議な味わいのある恋愛小説」と評し、北村の新作への期待感を述べた。2003年には10年ぶりとなる新作「ニーナの壺」を発表し、北海道新聞文学賞の候補作となった。選者の一人、原田康子は「東欧の小都市を思わせる情感に心ひかれた」と述べ、妹尾は「独特の抒情性を漂わせる作風」と評した。2013年にはこの年編集作業の始まった士別市史新版の編さん委員会に加わり、副委員長を務めた。2017年度より士別ロータリークラブ会長、2022年には士別商工会議所の会頭に選出された。

## 作品
特に記載のないものは北村洪史名義で発表されたものである。

### 小説
- 「カップル・ペーパーズ」
  - 「カップル・ペーパーズ――連載第一回――」『士別市民文芸』第5号、士別市民文芸編集委員会編集、士別市民文芸の会、1981年、133-153ページ。
  - 「小説 カップル・ペーパーズ――連載第二回――」『士別市民文芸』第6号、士別市民文芸編集委員会編集、士別市民文芸の会、1982年、173-203ページ。
- 「夏の遺書」『士別市民文芸』第7号、士別市民文芸編集委員会編集、士別市民文芸の会、1983年10月1日、6-26ページ。
- 「懐かしい夜」『士別市民文芸』第8号、士別市民文芸の会編集・発行、1984年11月3日、149-159ページ。
- 「尖風列伝 I プロローグ【戦士たち】」『士別市民文芸』第10号、士別市民文芸の会編集・発行、1986年12月1日、101-120ページ。
- 「樹の影から」『士別市民文芸』第11号、士別市民文芸の会編集・発行、1987年11月3日、6-19ページ。
- 「アパート]『北方文芸』第21巻8月号、北方文芸刊行会、1988年8月1日、11-37ページ[51]。
- 「森へ行った日」『士別市民文芸』第12号、士別市民文芸の会編集・発行、1988年11月1日、6-21ページ
自宅の銀杏が散ると隣家の庭を汚すのを気にした父が、隣家の庭を毎朝掃除するようになり、ついに隣家の主人と二人で朝の掃除を楽しむようになるさまを、娘の視点から描く[52]。
- 「ライフライン」『北方文芸』第22巻9月号、北方文芸刊行会、1989年9月1日、10-27ページ[53]。
- 「ブック・ストアー」『幽玄』第11号、1990年3月25日、新稗史社、145-174ページ[54]。
- 「ライフレッスン」『小説壹號』第1巻第1号[注 3]、鷲田小彌太・廣瀬誠編、亜璃西社、1991年8月5日、108-133ページ。ISBN 4-900541-09-5。
- 「一人二役のバグ」『小説參號』亜璃西社、1991年。ISBN 4-900541-16-8。
- 「ファミリー」『北方文芸』第26巻1月号、1993年1月1日、9-45ページ[54]。
- 「蒼き鮫」『エッセイ集 ふぞろいの書き手たち』vol・2、エッセイA-Z編集、1993年7月1日、51-64ページ[注 4]。
- 『ファミリー』 講談社、1993年11月。ISBN 4-06-206655-6。
表題作「ファミリー」のほか、1990年の「ブックストアー」、書き下ろしの「蝶鮫」をまとめたもの。
- 「童参り」
  - 「童参り 第1回」『農家の友』第46巻第1号、北海道農業改良普及協会、1994年1月1日、110-112ページ。
  - 「童参り 第2回」『農家の友』第46巻第2号、北海道農業改良普及協会、1994年2月1日、104-105ページ。
  - 「童参り 第3回」『農家の友』第46巻第3号、北海道農業改良普及協会、1994年3月1日、112-113ページ。
  - 「童参り 第4回」『農家の友』第46巻第4号、北海道農業改良普及協会、1994年4月1日、112-113ページ。
  - 「童参り 第5回」『農家の友』第46巻第5号、北海道農業改良普及協会、1994年5月1日、114-115ページ。
  - 「童参り 第6回」『農家の友』第46巻第6号、北海道農業改良普及協会、1994年6月1日、110-111ページ。
  - 「童参り 第7回」『農家の友』第46巻第7号、北海道農業改良普及協会、1994年7月1日、114-115ページ。
  - 「童参り 第8回」『農家の友』第46巻第8号、北海道農業改良普及協会、1994年8月1日、110-111ページ。
  - 「童参り 第9回」『農家の友』第46巻第9号、北海道農業改良普及協会、1994年9月1日、114-115ページ。
  - 「童参り 第10回」『農家の友』第46巻第10号、北海道農業改良普及協会、1994年10月1日、108-109ページ。
  - 「童参り 第11回」『農家の友』第46巻第11号、北海道農業改良普及協会、1994年11月1日、110-111ページ。
  - 「童参り 終回」『農家の友』第46巻第12号、北海道農業改良普及協会、1994年12月1日、102-103ページ。
- 「曼珠沙華」
  - 「曼珠沙華 1」『農家の友』第47巻第1号、北海道農業改良普及協会、1995年1月1日、102-103ページ。
  - 「曼珠沙華 2」『農家の友』第47巻第2号、北海道農業改良普及協会、1995年2月1日、114-115ページ。
  - 「曼珠沙華 3」『農家の友』第47巻第3号、北海道農業改良普及協会、1995年3月1日、118-119ページ。
  - 「曼珠沙華 4」『農家の友』第47巻第4号、北海道農業改良普及協会、1995年4月1日、114-115ページ。
  - 「曼珠沙華 5」『農家の友』第47巻第5号、北海道農業改良普及協会、1995年5月1日、118-119ページ。
  - 「曼珠沙華 6」『農家の友』第47巻第6号、北海道農業改良普及協会、1995年6月1日、118-119ページ。
  - 「曼珠沙華 7」『農家の友』第47巻第7号、北海道農業改良普及協会、1995年7月1日、118-119ページ。
  - 「曼珠沙華 8」『農家の友』第47巻第8号、北海道農業改良普及協会、1995年8月1日、118-119ページ。
  - 「曼珠沙華 9」『農家の友』第47巻第9号、北海道農業改良普及協会、1995年9月1日、118-119ページ。
  - 「曼珠沙華 10」『農家の友』第47巻第10号、北海道農業改良普及協会、1995年10月1日、118-119ページ。
  - 「曼珠沙華 11」『農家の友』第47巻第11号、北海道農業改良普及協会、1995年11月1日、118-119ページ。
  - 「曼珠沙華 12」『農家の友』第47巻第12号、北海道農業改良普及協会、1995年12月1日、108-109ページ。
- 「月の赤ん坊」
  - 「月の赤ん坊 1」『農家の友』第48巻第1号、北海道農業改良普及協会、1996年1月1日、108-109ページ。
  - 「月の赤ん坊 2」『農家の友』第48巻第2号、北海道農業改良普及協会、1996年2月1日、118-119ページ。
  - 「月の赤ん坊 3」『農家の友』第48巻第3号、北海道農業改良普及協会、1996年3月1日、118-119ページ。
  - 「月の赤ん坊 4」『農家の友』第48巻第4号、北海道農業改良普及協会、1996年4月1日、118-119ページ。
  - 「月の赤ん坊 5」『農家の友』第48巻第5号、北海道農業改良普及協会、1996年5月1日、118-119ページ。
  - 「月の赤ん坊 6」『農家の友』第48巻第6号、北海道農業改良普及協会、1996年6月1日、118-119ページ。
  - 「月の赤ん坊 7」『農家の友』第48巻第7号、北海道農業改良普及協会、1996年7月1日、118-119ページ。
  - 「月の赤ん坊 8」『農家の友』第48巻第8号、北海道農業改良普及協会、1996年8月1日、118-119ページ。
  - 「月の赤ん坊 9」『農家の友』第48巻第9号、北海道農業改良普及協会、1996年9月1日、118-119ページ。
  - 「月の赤ん坊 10」『農家の友』第48巻第10号、北海道農業改良普及協会、1996年10月1日、118-119ページ。
  - 「月の赤ん坊 11」『農家の友』第48巻第11号、北海道農業改良普及協会、1996年11月1日、118-119ページ。
  - 「月の赤ん坊 12」『農家の友』第48巻第12号、北海道農業改良普及協会、1996年12月1日、112-113ページ。
- 『野菊』エッセイA-Z（編集）、道北日報社（発行・印刷）、2002年11月15日。
  - 「野菊」3-36ページ。
  - 「ライフライン」37-76ページ。
  - 「ライフレッスン」77-123ページ。
- 『ニーナの壺』エッセイA-Z（編集・発行）、道北日報社（印刷）、2003年7月15日。

### 童話
- 「いろいろ雪ぼんぼり」『士別市民文芸』第9号、士別市民文芸の会編集・発行、1985年11月3日、62-70ページ。

### 詩
- 「夏の休暇」『士別市民文芸』第2号、士別市民文芸編集委員会編集・発行、1979年7月1日、41ページ。
- 「遅い秋」『士別市民文芸』第4号、士別市民文芸編集委員会編集、士別市民文芸の会、1981年2月1日、25-26ページ。

### エッセイ
- 『あなたと夜とエッセイと』自主出版、1990年3月
道北日報に物見雄太名義で連載した記事をまとめたもの[56]。
- 「仮構の世界の事実――北方文芸賞を受賞して――」『北海道文学館報』第40号、1993年5月17日、8ページ。

## 家族
父は北村順次郎。末子であり、3人の兄と姉がいる。僧侶の娘と結婚。二人の娘に北村紗衣がいる。